# Debourg
Debourg – stacja metra w Lyonie, na linii B. Stacja została otwarta 4 września 2000.